# Kavalirstvo
Kavalirstvo, viteštvo ili viteški kod, je neformalni, varirajući kodeks ponašanja razvijen između 1170. i 1220. godine, o kome nikada nije odlučivano, niti je sažet u jednom dokumentu. On se povezuje sa srednjovekovnom hrišćanskom institucijom viteštva; ponašanjem vitezova i dama su rukovodili viteški društveni kodovi. Ideali viteštva popularizovani su u srednjovekovnoj literaturi, naročito u britanskoj i francuskoj. O britanskoj srednjovekovnoj literaturi je pisao Džefri od Monmuta u svom delu Historia Regum Britanniae, napisanom 1130-ih, koje je popularizovalo legendu o kralju Arturu. Sve ovo uzimalo se kao istorijski tačno sve do početaka moderne nauke u 19. veku.
Viteški kodeks koji se razvio u srednjovekovnoj Evropi imao je svoje korene u ranijim vekovima. On je nastao u Svetom rimskom carstvu iz idealizacije konjanika - uključujući vojnu hrabrost, pojedinačnu obuku i služenje drugima - posebno u Franačkoj, među konjičkim vojnicima u konjici Karla Velikog. Izraz „viteštvo” (engl. chivalry) potiče od starofrancuskog termina chevalerie, koji se može prevesti kao „konjičko vojikovanje”. Prvobitno se termin odnosio samo na ljude na konjima, od francuske reči za konja, cheval, ali kasnije je to postalo povezano sa viteškim idealima.
Vremenom je značenje ovog pojma u Evropi rafinirano da bi se naglasile opštije društvene i moralne vrline. Viteški kodeks, kakav je postojao do kasnog srednjeg veka, bio je moralni sistem koji je kombinovao ratnički etos, vitešku pobožnost i dvorske manire, sve kombinovane da bi se uspostavio pojam časti i plemenitosti.

## Terminologija i definicije
Po poreklu termin viteštvo (engl. chivalry) znači konjaništvo, a nastao je na starofrancuskom, u 11. veku, iz chevalier (konjanik, vitez), iz srednjovekovnog lat. caballārius. Francuska reč chevalier prvobitno je značila „čovek aristokratskog stusa i verovatno plemićkog porekla, koji je sposoban, ako je pozvan, da se opremi ratnim konjem i oružjem teškog konjanika i koji je prošao kroz određene rituale koji ga čine kakvim kakav jeste”. U engleskom se termin pojavljuje iz 1292. godine (vredi pomenuti da je reč cavalry (konjica) poreklom iz italijanskog oblika iste reči).
Značenje termina evoluiralo je tokom vremena, jer se u srednjem veku značenje reči chevalier promenilo od prvobitnog konkretnog vojnog značenja „status ili trošak asociran sa vojnim obveznikom koji poseduje ratnog konja” ili „grupa konjičkih vitezova” u ideal hrišćanskog ratničkog etosa propagiranog u romantičarskom žanru, koji je postao popularan tokom 12. veka, i ideal dvorske ljubavi propagirane u savremenom minezangu i srodnim žanrovima.
Ideje viteštva sažete su u tri srednjovekovna dela: anonimna starofranačka pesma Ordene de Chevalerie, koja govori o tome kako je Hugo II iz Sent Omera bio zarobljen i pušten nakon njegovog dogovora da Saladinu (1138–1193) pokaže obred hrišćanskog viteštva; Libre del ordre de cavayleria, koju je napisao Ramon Ljulj (1232–1315) sa Majorke, čiji je predmet viteštvo; i Livre de Chevalerie Žofroa de Šarnija (1300–1356), koji ispituje kvalitete viteštva, naglašavajući junaštvo. Nijedan od pisaca ova tri teksta nije znao druga dva teksta, a njih tri se kombinuju da prikažu opšti koncept viteštva koji nije precizno u skladu sa bilo kojim od njih. U različitim stepenima i sa različitim detaljima, oni govore o viteštvu kao o načinu života u kojem se spajaju vojska, plemstvo i religija.
„Kodeks viteštva” je stoga proizvod kasnog srednjeg veka, koji se razvio po završetku Krstaških ratova, delimično iz idealizacije istorijskih vitezova koji ratuju u Svetoj zemlji i iz ideala dvorske ljubavi.

## Književno viteštvo istorijska stvarnost
Ljubitelji viteštva pretpostavljali su još od kasnog srednjovekovnog perioda da je u prošlosti postojalo vreme kada je viteštvo bila živa ustanova, kada su muškarci delovali viteški, kad je bilo živo a ne mrtvo, te da bi oponašanje tog perioda znatno poboljšalo sadašnjost. Ovo je luda misija Don Kihota, protagoniste najviteškijeg romana svih vremena i inspiracije viteštva Ser Voltera Skota i američkog Juga:‍:205–223 za vraćanje viteškog doba i time poboljšanja svoje zemlje.‍:148 To je verzija mita o zlatnom dobu.

## Napomene
1. ↑  Izraz za „konjanika” (chevalier, iz kasnolatinske reči caballarius), imao je dvojno značenje kao termin za gornje društvene klase, slično dugogodišnjoj upotrebi analognog termina u klasičnoj antici, pogledajte equites, hippeis.[6]
2. ↑  Johan Jejzina napominje u svojoj knjizi Propadanje srednjeg veka, „izvor ideje je kavalirstva, je ponos koji teži lepoti, a formalizovani ponos podstiče nastanak koncepta časti, koja je stub plemićkog života”.[8]
3. ↑  pozajmljena preko srednjefrancuskog u engleski oko 1540.[12]

## Literatura
- Bromiley, Geoffrey W. (1994). International Standard Bible Encyclopedia: K–P. ISBN 978-0-8028-3783-7.
- Corrêa de Oliveira, Plinio (1993). Nobility and Analogous Traditional Elites in the Allocutions of Pius XII. ISBN 978-0-8191-9310-0.
- Crouch, David (2005). The Birth of Nobility: Constructing Aristocracy in England and France 900–1300. Harlow, UK: Pearson. ISBN 978-0-582-36981-8.
- Felson, Richard B. (2002). „Violence and gender reexamined”. Law and public policy. Washington, DC: American Psychological Association. стр. 67—82.
- Flori, Jean (1998). La Chevalerie. J. P. Gisserot. ISBN 978-2877473453.
- Gautier, Léon (1891). Chivalry. translated by Henry Frith.
- Gravett, Christopher (2008). Knight: Noble Warrior of England 1200–1600. Oxford: Osprey Publishing.
- Hoad, T. F. Hoad (1993). The Concise Oxford Dictionary of English Etymology. Oxford University Press.
- Hodges, Kenneth (2005). Forging Chivalric Communities in Malory's Le Morte Darthur. New York: Palgrave Macmillan.
- Huizinga, Johan (1924) [1919]. The Autumn of the Middle Ages.
- Keen, Maurice Keen (2005). Chivalry. New Haven, CT: Yale University Press.
- Manchester, William R. (1978). American Caesar: Douglas MacArthur 1880-1964. Boston & Toronto: Little, Brown and Company.
- Oakeshott, R. E. (1980). European Weapons and Armour: from the Renaissance to the Industrial Revolution.
- Sweeney, James Ross (1983). „Chivalry”. Dictionary of the Middle Ages. III.
- Tucker, Ruth (1987). Daughters of the Church. ISBN 978-0-310-45741-1.
- Wilkins, Christopher (2010). The Last Knight Errant: Sir Edward Woodville and the Age of Chivalry. London & New York: I. B. Tauris.
- Sismondi, Jean Charles Léonard de (1885). Historical View of the Literatures of the South of Europe. Превод: Thomas Roscoe (4th изд.). London.
- Alexander, Michael (2007). Medievalism: The Middle Ages in Modern England. Yale University Press.. Alexander rejects the idea that medievalism, a pervasive cultural movement in the nineteenth and early twentieth centuries, was confined to the Victorian period and argues against the suspicion that it was by its nature escapist.
- Davis, Alex (2004). Chivalry and Romance in the English Renaissance. Woodcock, Matthew.
- Barber, Richard (1980). "The Reign of Chivalry".
- Bouchard, Constance Brittain (1998). Strong of Body, Brave and Noble: Chivalry and Society in Medieval France. Cornell University Press. ISBN 0-8014-8548-7..
- Charny, Geoffroi de, died 1356. A Knight's Own Book of Chivalry. University of Pennsylvania Press. 2005. (The Middle Ages Series). Translated by Elspeth Kennedy. Edited and with a historical introduction by Richard W. Kaeuper.. Celebrated treatise on knighthood by Geoffroi de Charny (1304?-56), considered by his contemporaries the quintessential knight of his age. He was killed during the Hundred Years War at the Battle of Poitiers.
- Gautier, Léon, (1895) (1883, 3rd ed. 1895| La Chevalerie)
- Girouard, Mark (1981). The Return to Camelot: Chivalry and the English Gentleman. Yale University Press..
- Haines, Charles Reginald.  Christianity and Islam in Spain, A.D. 756-1031. 1889.. London: Kegan Paul, Trench & Co. Project Gutenberg online book.
- Prestage, Edgar (1928). "Chivalry: A Series of Studies to Illustrate Its Historical Significance and Civilizing Influence".
- Kaeuper, Richard W.. (1999). Chivalry and Violence in Medieval Europe. Oxford University Press., 1999.
- Kaeuper, Richard W. (2009). Holy Warriors: The Religious Ideology of Chivalry (The Middle Ages Series). University of Pennsylvania Press.. Foremost scholar of chivalry argues that knights proclaimed the validity of their bloody profession by selectively appropriating religious ideals.
- Keen, Maurice. (1984). Chivalry. Yale University Press. ISBN 0-300-10767-6..  /  (2005 reprint).
- Mills, Charles (2004). "The History of Chivalry or knighthood and its Times" Volume I-II.
- Read, Charles Anderson (2007). The Cabinet Of Irish Literature; Selections From The Works Of The Chief Poets, Orators, And Prose Writers Of Ireland - Vol IV. (Paperback).
- Saul, Nigel (2011). Chivalry in Medieval England. Harvard University Press.. Explores chivalry's role in English history from the Norman Conquest to Henry VII's victory at Bosworth in the War of the Roses.

## Spoljašnje veze
- „Medieval Chivalry”. Архивирано из оригинала 08. 12. 2017. г. Приступљено 25. 12. 2019.
- „Spatial Dichotomy in the Medieval Chivalry Romance ( City / forest ) Elbakidze, M.V.”. Архивирано из оригинала 25. 12. 2019. г. Приступљено 25. 12. 2019.
- „Chivalry”.  (на језику: енглески). 6 (11 изд.). 1911. стр. 253.